# العلاقات السويدية الليتوانية
العلاقات السويدية الليتوانية هي العلاقات الثنائية التي تجمع بين السويد وليتوانيا.

## مقارنة بين البلدين
هذه مقارنة عامة ومرجعية للدولتين:
| وجه المقارنة                                              | السويد                                                                               | ليتوانيا                                                    |
| --------------------------------------------------------- | ------------------------------------------------------------------------------------ | ----------------------------------------------------------- |
| المساحة (كم2)                                             | 450.30 ألف                                                                           | 65.30 ألف                                                   |
| عدد السكان (نسمة)                                         | 10.16 مليون                                                                          | 2.79 مليون                                                  |
| الكثافة السكانية (ن./كم²)                                 | 22.56                                                                                | 42.73                                                       |
| العاصمة                                                   | ستوكهولم                                                                             | فيلنيوس، كاوناس                                             |
| اللغة الرسمية                                             | اللغة السويدية، لغات السامي، اللغة الفنلندية، منكيلي، اللغة الرومنية، اللغة اليديشية | اللغة الليتوانية                                            |
| العملة                                                    | كرونة سويدية                                                                         | ليتاس ليتواني، يورو                                         |
| الناتج المحلي الإجمالي (بليون دولار)                      | 538.04 مليار                                                                         | 47.17 مليار                                                 |
| الناتج المحلي الإجمالي (تعادل القوة الشرائية) بليون دولار | 469.01 مليار                                                                         | 84.06 مليار                                                 |
| الناتج المحلي الإجمالي الاسمي للفرد دولار أمريكي          | 50.58 ألف                                                                            | 14.15 ألف                                                   |
| الناتج المحلي الإجمالي للفرد دولار أمريكي                 | 45.30 ألف                                                                            | 27.69 ألف                                                   |
| مؤشر التنمية البشرية                                      | 0.907                                                                                | 0.839                                                       |
| رمز المكالمات الدولي                                      | +46                                                                                  | +370                                                        |
| رمز الإنترنت                                              | .se                                                                                  | .lt                                                         |
| المنطقة الزمنية                                           | توقيت وسط أوروبا، ت ع م+01:00، ت ع م+02:00، أوروبا/ستوكهولم ‏                         | ت ع م+02:00، ت ع م+03:00، أوروبا/فيلنيوس ‏، توقيت شرق أوروبا |

## مدن متوأمة
في ما يلي قائمة باتفاقيات التوأمة بين مدن سويدية وليتوانية:
- ترتبط Botkyrka Municipality [الإنجليزية]‏ مع أليتس باتفاقية توأمة.
- ترتبط بلدية لينشوبينغ [الإنجليزية]‏ مع كاوناس باتفاقية توأمة.[15]
- ترتبط Oxelösund [الإنجليزية]‏ مع بريناي باتفاقية توأمة.
- ترتبط Ljungby [الإنجليزية]‏ مع Šilutė [الإنجليزية]‏ باتفاقية توأمة.
- ترتبط Ljungby Municipality [الإنجليزية]‏ مع Šilutė [الإنجليزية]‏ باتفاقية توأمة.
- ترتبط Karlskrona Municipality [الإنجليزية]‏ مع كلايبيدا باتفاقية توأمة منذ 1989.[16][17][16][17]
- ترتبط كريستيانستاد مع شياولياي باتفاقية توأمة منذ 2004.
- ترتبط Kalmar Municipality [الإنجليزية]‏ مع بانيفيزيس باتفاقية توأمة منذ 28 مارس 1963.[18][19][20][21]
- ترتبط Lidköping Municipality [الإنجليزية]‏ مع أوتينا باتفاقية توأمة.
- ترتبط ستوكهولم مع فيلنيوس باتفاقية توأمة.
- ترتبط Växjö Municipality [الإنجليزية]‏ مع كاوناس باتفاقية توأمة منذ 1997.[22][23][24][25]
- ترتبط Sölvesborg Municipality [الإنجليزية]‏ مع أوكمرج باتفاقية توأمة.
- ترتبط Ystad Municipality [الإنجليزية]‏ مع دروسكينينكي باتفاقية توأمة.
- ترتبط Götene Municipality [الإنجليزية]‏ مع Pasvalys District Municipality [الإنجليزية]‏ باتفاقية توأمة.
- ترتبط فاكسيو مع كاوناس باتفاقية توأمة منذ 1997.[22][23][26][24]
- ترتبط كالمار مع بانيفيزيس باتفاقية توأمة منذ 17 مايو 1991.[27][28][29][27]
- ترتبط Simrishamn Municipality [الإنجليزية]‏ مع بالانغا (لتوانيا) باتفاقية توأمة.

## منظمات دولية مشتركة
يشترك البلدان في عضوية مجموعة من المنظمات الدولية، منها:
| علم المنظمة | اسم المنظمة                               | تاريخ انضمام السويد | تاريخ انضمام ليتوانيا |
| ----------- | ----------------------------------------- | ------------------- | --------------------- |
|             | وكالة ضمان الاستثمار متعدد الأطراف        | 12 أبريل 1988       | 8 يونيو 1993          |
|             | منظمة الشرطة الجنائية الدولية             | ?                   | ?                     |
|             | مجموعة الموردين النوويين                  | ?                   | ?                     |
|             | منظمة حظر الأسلحة الكيميائية              | ?                   | ?                     |
|             | Strategic Airlift Capability ‏             | ?                   | ?                     |
|             | منظمة التجارة العالمية                    | 1995                | ?                     |
|             | الأمم المتحدة                             | 19 نوفمبر 1946      | 17 سبتمبر 1991        |
|             | مركز تنسيق الحركة في أوروبا ‏              | ?                   | ?                     |
|             | المنظمة الأوروبية لسلامة الملاحة الجوية   | 1995                | 2006                  |
|             | مؤسسة التمويل الدولية                     | 20 يوليو 1956       | 15 يناير 1993         |
|             | يونسكو                                    | 23 يناير 1950       | 7 أكتوبر 1991         |
|             | مؤسسة التنمية الدولية                     | 24 سبتمبر 1960      | 23 سبتمبر 2011        |
|             | الاتحاد الأوروبي                          | 1995                | 1 مايو 2004           |
|             | منظمة الأمن والتعاون في أوروبا            | 25 يونيو 1973       | 10 سبتمبر 1991        |
|             | الاتحاد الدولي للاتصالات                  | 1866                | 1 يوليو 1923          |
|             | منظمة التعاون الاقتصادي والتنمية          | ?                   | 5 يوليو 2018          |
|             | مجلس دول بحر البلطيق                      | ?                   | ?                     |
|             | مجلس أوروبا                               | ?                   | ?                     |
|             | اتفاقية السماوات المفتوحة                 | ?                   | ?                     |
|             | البنك الدولي للإنشاء والتعمير             | 31 أغسطس 1951       | 6 يوليو 1992          |
|             | المركز الدولي لتسوية المنازعات الاستشارية | 28 يناير 1967       | 5 أغسطس 1992          |
|             | الاتحاد البريدي العالمي                   | ?                   | ?                     |

## وصلات خارجية
- موقع وزارة الخارجية السويدية
- موقع وزارة الخارجية الليتوانية